# 林賽 (澳大利亞國會選區)
林賽選區（英語：Division of Lindsay），是澳大利亞新南威爾士州的下議院選區，位於悉尼西部遠郊。面積339平方公里。
選區始於1984年，選區名紀念美術家、作家諾曼·林賽。2007年以前，當區議員的黨籍與當年執政黨相同。目前當區議員為工黨的大衛·布拉德貝里。